# Machaerina acuta
Machaerina acuta är en halvgräsart som först beskrevs av Jacques-Julien Houtou de La Billardière, och fick sitt nu gällande namn av Johannes Hendrikus Kern. Machaerina acuta ingår i släktet Machaerina och familjen halvgräs. Inga underarter finns listade i Catalogue of Life.